# Den Russiske Borgerkrig
Den Russiske Borgerkrig blev udkæmpet fra 1917 til 1922. Krigen var en russisk borgerkrig så vidt, at et af de vigtigste stridsspørgsmål var, om Rusland skulle have et bolsjevikisk eller et borgerligt (konservativt eller liberalt) styre.
Betegnelsen borgerkrig er til dels misvisende, idet krigsbegivenhederne skete mellem vidt forskellige grupper på samme tid. Foruden den egentlige russiske borgerkrig kæmpede mange forskellige folkeslag i Rusland. De havde været undertrykt i århundreder, var blevet nationalt bevidstgjorte i 1800-tallet og ventede blot på en lejlighed til at vinde deres selvstændighed. Den russiske borgerkrig gav dem gode muligheder.

## Oversigt

### De mange krige
Den russiske borgerkrig ikke én, men flere samtidige krige på det gamle zarrussiske landområde:
1. Kampe mellem den nye bolsjevikiske russiske regering og de hvide, der bestod af konservative, monarkister, liberale og socialister, som var modstandere af den bolsjevikiske revolution, bakket op af et mindre antal udenlandske styrker fra Japan, England, Canada, Frankrig og USA.
2. Kampe mellem det bolsjevikiske regime og forskellige grupper, der kæmpede for national selvstændighed: finner, estere, letter, litauere, polakker, hviderussere, ukrainere, armenere, azerbadjanere m.fl.
3. Kampe mellem de nationalt sindede baltiske folk og balttyskere, der ønskede at oprette deres egen stat, det Forenede Baltiske Fyrstedømme.
4. Kampe mellem de "hvide" og anarkistiske ukrainere.
5. Kampe mellem nationale grupper indbyrdes, blandt andet mellem polakker og litauere.

### De mange fronter
Ej heller kan man tale om en enkelt front. Snarere var der tale om flere af hinanden mere eller mindre uafhængige fronter med hver sine særlige med- og modspillere. I hovedsagen kan skelnes mellem:
1. Den arkhangelske front.
2. Den finsk-karelske front.
3. Den baltiske front.
4. Den vestlige (polske) front.
5. Den sydlige (ukrainske) front.
6. Den kaukasiske front.
7. Den østlige (siberiske) front).

### Tidsmæssig inddeling
1. Forspillet: de russiske revolutioner (1917).
2. Den tyske dominans (indtil november 1918).
3. Centralmagternes sammenbrud og de deraf følgende begivenheder: bolsjevikkernes modoffensiver og sideløbende hermed de nye nationalstaters forsøg på at vinde deres frihed, hvilket først og fremmest lykkedes for småstaterne mod vest (november 1918 – oktober 1920).
4. Sovjetstatens endelige dannelse, især på bekostning af de sydlige og østlige befolkningers frihedstrang (1920 – 1922).

### Sammenfatning
I 1917 brød det gamle Russiske Kejserrige endegyldigt sammen. Rusland var en krudttønde, og allerede revolutionen i 1905 havde med al ønskelig tydelighed vist, at der var en stor indre modstand mod det gamle styre: oprør var brudt ud i stort set alle perifere dele af det gamle rige: Kaukasus, Siberien, Polen og Baltikum, derimod fik oprøret aldrig rigtig tag i det gamle riges hjerte, der endnu fungerede. Revolution i 1905 mislykkedes, fordi hæren havde sluttet op bag zaren. I 1917 var det anderledes: store dele af hæren sluttede nu op bag oprørerne, oprøret var langt mere omfattende også i arealmæssig henseende: i Kronstadt havde matroser i søværnet gjort oprør, arbejdere strejkede og oprøret nåede i september til Moskva. Fra Moskva bredte strejkerne sig til Sankt Petersborg, derfra til Tallinn og snart videre. Trepov, der havde givet besked om at bruge alle de kugler, der var brug for, opgav og meddelte zaren, at oprøret var for omfattende til at blive slået ned. Zar Nikolaj 2., der var en svag natur, ville abdicere og udnævnte broderen Storfyrst Mikhail til sin efterfølger. Den tidligere finansminister grev Vitte kaldtes tilbage fra Japan og formåede zaren til at opgive abdikationen; til gengæld oprettedes et lovgivende organ, Dumaen, og alle menneskerettigheder garanteredes; men forhandlinger mellem Vitte og oktobrister samt kadetter mislykkedes. Oprørsbevægelsen voksede sig stadig større, stadig nye strejker indledtes og uroen bredte sig til landdistrikterne; nogen samlet ledelse for oprørerne fandtes ikke. Snart fik oprøret ved siden af den socialpolitiske tillige en national dimension. I første omgang forsøgtes den nationale dimension afdæmpet ved at give selvstyre (autonomi), men det rakte ikke længere. Det russiske zarriges nationale befolkninger var bevidstgjorte, og dermed var lunten for alvor tændt i den zarrussiske krudttønde. Også selve verdenskrigen spillede ind: befolkningen kunne ikke indse årsagen til Ruslands deltagelse i krigen; ved begyndelsen af krigen var Galicien det eneste mulige krigsmål, der kunne opnå nogen folkelig forståelse. Men Tyskland – ikke Rusland – havde fremgang, Galicien havde alt for længe været afsondret for Rusland og gennemsivedes af fremmed kultur. Rusland stod tydeligt som en taber i krigen. Der var alt at tabe, intet mere at vinde.
Da først krudttønden eksploderede, blev situationen uoverskuelig: alliancer og fjender skifter gang på gang i takt med fremgang og nederlag for de forskellige grupper. Nye deltagere kommer til, andre falder fra. Udenlandske magter blander sig, hver støttede sine, ingen havde overblik over hvad, der egentlig foregår. Der var højkonjunktur for avanturister og chancemagere. Der gik syv år, inden krudtrøgen endelig lettede og et nyt mønster fremstod, og da var meget forandret: et nyt politisk styre havde taget magten i Rusland, nye stater var dannet, gamle magtherrer likvideret eller sat til side.

## Revolutionernes år (1917)
Februarrevolutionen 1917 medførte, at mange etnisk-nationale grupper i det gamle russiske kejserrige krævede større selvstyre (autonomi) og til forskellige former for selvstændighedserklæringer:
- 17. marts 1917 dannes i Kijev Den ukrainske folkerepublik med fuldt selvstyre.
- 30. marts 1917 opnår Estiske guvernement selvstyre, og 16.-17. juni 1917 afholdes i Tallinn den Estiske Folkekongres.
- 12.-14. juli 1917 vedtages en deklaration i Uhtua om Karelens selvstyre.
- juli 1917 dannes i Minsk et Hviderussisk borgerligt-nationalistisk organ, Hvideruslands Rada (Råd).
- september 1917 dannes i Litauen det borgerlige Litauiske Råd.

Sommeren 1917 gennemfører det svage Provisoriske Styre i Petrograd under Kerenskij – tro over for Ententen – en offensiv, der hurtigt udvikler sig til en katastrofe. Et tysk modangreb medfører, at Rusland mister alle de områder, det havde erobret indtil 1916, ligesom moralen i hæren falder til et nulpunkt: massevis af soldater og officerer deserterer. I det sydlige Ukraine begynder en anarkistisk bevægelse under Nestor Makhno at afvæbne de deserterende soldater og officerer, der krydser Hajtjur-floden, og i Donets-området rammes industrien af gentagne strejker ledet af bolsjevik-kontrollerede fagforeninger.
Ruslands stadig mere udtalte opløsning ender med Oktoberrevolutionen i Petrograd, der hurtigt spreder sig over resten af landet. Det nye bolsjevikiske styre nægter i første omgang at anerkende noget eksisterende administrativt styre fra tidligere tid og opretter blandt andet en Ukrainsk Folkerepublik med sæde i Kharkov. Stridigheder med folkestyret i Kijev bryder næsten omgående ud og får til følge, at Ukraine erklærer sin uafhængighed (se nedenfor).

## Krigen mellembolsjevikkerneogDen Hvide Hær
Efter den bolsjevikiske magtovertagelse måtte modstanderne af det nye styre forsøge at organisere sig. Det skete i første række mod syd og mod øst.

### Sydfronten dannes
Fra november til december 1917 påbegyndte general Mikhail Vasiljevitj Aleksejev i Novotjerkassk sammen med general Lavr Kornilov dannelsen af Den frivillige Hær bestående af officerer, kadetter, studenter og kosakker. Den 17. december 1917 (9. januar 1918) blev dannelsen af Den frivillige Hær officielt erklæret. Alekseev blev udnævnt til officiel leder, Kornilov til kommandør, general Aleksandr Lukomsky til stabschef, general Anton Denikin til leder af 1-ste division og general Sergej Markov kommandør af 1. officersregiment. Desuden dannedes et såkaldt Særligt Råd i hovedkvarteret, der blandt andet talte civile politikere som Peter Struve, Pavel Miljukov, Mihkail Rodzianko, Sergej Sazonov og Boris Savinkov.
I januar 1918 talte den frivillige hær omkring 4.000 mand og kæmpede mod bolsjevikkerne i samarbejde med enheder ledet af general Aleksej Kaledin. Nogen fremgang havde den ikke: i februar 1918 måtte Den frivillige Hær trække sig tilbage fra Rostov ved Don til Kuban, hvor man forsøgte at danne forenede kampenheder med Kuban-kosakkerne. Det lykkedes kun delvist: en mindre enhed med henved 3.000 mand under ledelse af general Viktor Pokrovskij sluttede sig til Den frivillige Hær den 26. marts 1918, hvorved den samlede hær nåede op på 6.000 mand. Et forsøg på at indtage Jekaterinodar mellem den 9. april og den 13. april mislykkedes og kostede Kornilov livet. Herefter overtog general Denikin kommandoen over resterne af Den frivillige Hær. I juni 1918 tilsluttede 3.000 mand under ledelse af Mihkail Gordejevitj Drosdovskij sig Den frivillige Hær, og den 23. juni 1918 påbegyndte Den frivillige Hær, der nu var nået op på 8-9.000 mand den såkaldte anden Kuban offensiv. I september 1918 var Den frivillige Hær nået op på 30-35.000 mand takket være mobilisering af Kuban-kosakker i det nordlige Kaukasus og tog navneforandring til Kaukasus Frivillige Arme.

### Østfronten dannes
I Sibirien dannedes ligeledes hærenheder vendt imod det bolsjevikiske diktatur. I foråret 1918 dannedes her under ledelse af admiral Aleksandr Vasiljevitj Koltjak en undergrundsrørelse af tidligere hærofficerer og højreorienterede socialistiske styrker. Tilsammen dannede de en front i samarbejde med Den Tjekkoslovakiske Legion. Den Tjekkoslovakiske legion havde været en del af den tidligere russiske hær og talte i oktober 1917 omkring 30.000 mand, de fleste tidligere krigsfanger og desertører fra den østrig-ungarske hær. Legionen gjorde oprør i juni 1918, efter at en aftale med russerne om passage gennem Vladivostok faldt fra hinanden. Inden for en måned vandt legionen kontrollen med store dele af det vestlige Sibirien. To måneder senere havde de taget kontrollen med forsyningsvejene og dermed afskåret Rusland fra de vigtige krom-forsyninger fra Sibirien.
Bolsjevikkerne måtte også kæmpe mod en række nye regeringer i det russiske fjernøsten, dannet af konservative grupper, der ønskede at bekæmpe bolsjevikkernes revolution. I september 1918 blev disse selvbestaltede regeringer enige om at danne en ny provisorisk regering i Omsk, hvor også den, ligeledes anti-bolsjevikiske, sibiriske regionale regering havde hjemme.

### Udenlandsk støtte til de hvide
I udlandet var reaktionerne på den kommunistiske magtovertagelse skarpe. Winston Churchill udtalte for eksempel, at Bolsjevismen skulle kvæles i dets vugge. Især Frankrig og England, men også andre lande, støttede den Hvide Hær, der bestod af konservative, monarkister, liberale og socialister, som var modstandere af den bolsjevikiske revolution, og som nu blev bakket op af et mindre antal udenlandske styrker fra Japan, England, Danmark, Canada, Frankrig og USA.
Oprindeligt gik de allierede ind i Rusland, i håbet om at genåbne den russiske front mod Tyskland. Efter at De Allierede havde besejret Centralmagterne i november 1918, trak de fleste sig ud igen. Japanerne blev i dog Fjernøsten i det håb at annektere området. Kun briterne fortsatte den militære bistand, hovedsageligt i form af forsyninger, under de vigtige kampe i 1919. Uden denne støtte, havde den Hvide Hær tabt krigen langt tidligere.

### Det Socialrevolutionære Partis oprør 1918
I 1918 gik det Social-revolutionære Parti (SR) og Mensjevikkerne ind i kampen mod bolsjevikkerne. De havde tidligere været modstandere af væbnet oprør, men fredstraktaten med Centralmagterne og regeringens diktatoriske tiltag fik dem til at ændre mening. SR havde en vis støtte i befolkningen, og kunne være blevet en alvorlig trussel for det bolsjevikiske sovjetstyre, men de manglede væbnede styrker. Et forsøg på at rekruttere lettiske tropper i 1918 var en katastrofe.
Venstreorienterede medlemmer af SR likviderede den tyske ambassadør i Moskva, i et forsøg på at provokere Tyskland til at genoptage kampene mod Rusland. Andre venstreorienterede SR’ere fangede en række prominente bolsjevikker, og forsøgte at rejse den Røde Hær mod bolsjevikkerne. Det lykkes dog bolsjevikkerne at stoppe det oprør SR og anarkistiske grupper stod bag. Lenin undskyldte personligt til tyskerne, for drabet på deres ambassadør, selvom der ikke var nogen overhængende fare for tysk gengældelse, pga. deres problemer ved vestfronten.
Den 30. august blev chefen for det hemmelige politi i Petrograd myrdet, og Lenin såret ved to terroraktioner. Det førte til, at Lenin udløste den Røde Terror: Enhver mistænkt for kontrarevolutionær virksomhed kunne uden rettergang fængsles eller henrettes.

## I skyggen af Ukraines triumf (januar-oktober 1918)
Tiden fra januar til oktober 1918 kendetegnes først og fremmest ved Ukraines erklærede selvstændighed. Denne åbner mulighed dels for et samarbejde med Centralmagterne, dels for at andre lande (Estland, Hviderusland og Litauen) også erklærer sig selvstændige.
Den 22. januar 1918 erklærer Ukraine sin uafhængighed. Radaen har imidlertid kun få styrker til rådighed (Den ukrainske Folkearme) og er under pres fra den bolsjevikiske regering i Kharkov, der forsynes med soldater og våben fra Russiske SFSR. De forskellige vilkår medførte, at bolsjevikkerne hurtigt indtog Poltava, Aleksandrovsk (Zaporizjzja) og Jekaterinoslav (Dnipro) allerede i januar 1918. Stedlige bolsjevikiske grupperinger dannedes i Odessa, Donetsk-Krivoj Rog. Mod sydvest dannede Nestor Makhno anarkistiske kommuner i alliance med bolsjevikkerne. Den 9. februar 1918 indtog Den røde Garde Kijev og Centrale Rada til Zjytomyr. Samtidig besatte Rumænien Bessarabien og tyskerne Kisjinev.
I denne situation allierede Radaen sig med Ruslands fjender: Centralmagterne ved freds- og allianceaftalen i Brest-Litovsk den 9. februar 1918. Ukraine lover at forsyne de tyske og østrig-ungarske hære med levnedsmidler imod, at disse tvinger de bolsjevikiske styrker ud af Ukraine. Aftalen giver sig hurtigt udslag i tyske fremgange – den 1. marts besættes Kijev af Centralmagterne – og resulterer allerede den 3. marts i fredsaftalen i Brest-Litovsk med bolsjevikkerne, hvorved Ukraine sammen med andre tyskbesatte områder anerkendes som værende i den tyske indflydelsessfære.
Fredsforhandlingerne var det bolsjevikiske Ruslands eneste mulighed, eftersom den russiske hær, der efter revolutionen var blevet omdannet til Den Røde Hær, var i en kaotisk tilstand og ude af stand til at modstå tyskernes fremrykning i begyndelsen af 1918. Dermed var Rusland ude af Første Verdenskrig.
Men urolighederne i det østlige Ukraine fortsætter: stedlige bolsjevikker, anarkister og Ukraines Grønnes Hær nægter at underkaste sig den tyske besættelse. Den 29. april 1918 gennemførte den tidligere general i den russiske hær Pavlo Skoropadskij med tysk støtte et statskup vendt mod Centrale Rada og opkastede sig til hétman. Han omgjorde mange af Radaens beslutninger og undgik – trods samarbejdet med Berlin – at erklære Ententens medlemmer krig. Under Skoropadski blev Ukraine et fristed for de mange af den gamle russiske over- og middelklasse, der flygter fra det bolsjevikiske styre, og han søgte at rekruttere tidligere soldater og officerer fra den russiske hær.
Til trods for Nestor Makhnos virke var der forholdsvis fredeligt i Ukraine under hetman-styret.
- 22. januar, 1918 Ukraine erklærer sig selvstændigt.
- 9. februar, 1918 Brest-Litovsk traktaten mellem Ukraine og Centralmagterne.
- 16. februar, 1918 Litauen erklærer sig selvstændigt.
- 23. februar, 1918 Estland erklærer sig selvstændigt.
- 3. marts, 1918 Våbenhvilen i Brest-Litovsk: Sovjetrusland afstår Estland, Letland, Litauen, Polen, Hviderusland og Ukraine til Centralmagterne; Finland og Ukraine anerkendes som selvstændige stater.
- 25. marts, 1918 Hviderussiske Nationale Republik udråbes.
- 1. marts – 25. april, 1918 Tyske okkupationstropper besætter: 1. marts Kijev, 8. april Kharkov og 25. april, 1918 Rostov.
- 29. april, 1918 Hetman Pavlo Skoropadskij tager magten i Ukraine.
- 29. august, 1918 Ved et tillæg til Brest-Litovsk-freden bestemmes, at SSSR skal yde krigsskadeserstatning til Tyskland.

## Centralmagterne kapitulerer, nye stater opstår (oktober-december 1918)
Den korte periode fra begyndelsen af oktober til 1. december 1918 kendetegnes ved Centralmagternes kapitulationer og ved udråbelsen af adskillige nye selvstændige stater. På blot to måneder forandres Europakortet til ukendelighed.
- 3. oktober, 1918 Bulgarien kapitulerer.
- 18. oktober, 1918 Ukrainske "Rada" dannes.
- 28. oktober, 1918 Tjekkiet erklærer sig selvstændigt.
- 30. oktober, 1918 Slovakiet, der har udskilt sig fra Ungarn, tilslutter sig Tjekkiet.
- 31. oktober, 1918 Det Osmanniske Rige kapitulerer.
- 1. november, 1918 Vestukrainske folkerepublik udråbes.
- 3. november, 1918 Østrig kapitulerer.
- 5. november, 1918 Tyskland opsiger Brest-Litovsk-våbenhvilen.
- 9. november, 1918 Revolution i Tyskland; kejser Wilhelm 2. abdicerer.
- 11. november, 1918 Tyskland kapitulerer.
- 13. november, 1918 SSSR opsiger Brest-Litovst-våbenhvilen.
- 14. november, 1918 Polen erklærer sig selvstændigt.
- 14. november, 1918 Tjekkoslovakiet erklærer sig selvstændigt.
- 16. november, 1918 Ungarn erklærer sig selvstændigt.
- 18. november, 1918 Letland erklærer sig selvstændigt.
- 1. december, 1918 Serbisk-Kroatisk-Slovenske Kongerige udråbes.

## De bolsjevikiske modrevolutioner (november 1918-august 1919)
Centralmagternes kapitulation og tilbagetrækning fra russisk områder gav Det røde Terrorregime (lidt) friere hænder. Inden for en forholdsvis kort tid oprettedes stribevis af marionetstyrer, der skulle tjene til legitimering af sovjetiske angreb på de nyligt selvstændige regimer. Da samtidig "De Hvide" ikke udviste nogen som helst vilje til at anerkende de nye stater, befandt disse sig i en vanskelig situation.

### Baltikum
Den 28. november 1918 indledte Russiske SFSR et overraskelsesangreb på Estland, og dagen efter oprettedes et marionetregime, "Eesti Töörahva Kommuun" ("Estiske Arbejder-Kommune") i Narva under Jaan Anvelt. Det sovjetiske angreb havde i staten en vis fremgang, men afgørende var det, at det estiske kerneområde forblev under estisk kontrol. Her lykkedes det esterne at mobilisere og danne et forsvar og en hær, der kunne tage kampen op med bolsjevikkerne og tvinge dem tilbage. Allerede den 24. februar 1919 var Estland praktisk talt befriet, og samtidig rakte esternes fremgang tillige en hjælpende hånd til Letland, der for størstedelens vedkommende havde været besat af bolsjevikkerne.
I juni tog en blandet estisk-lettisk hær kampen op med det tyske Baltische Landeswehr ved Cēsis; Landeswehr havde mistet sit formål og agerede som et marodørkorps, der alene handlede i egen selvopretholdelsesinteresse og som derfor kæmpede dels mod estere og lettere, dels mod bolsjevikker. Efter at have vundet en sejr over bolsjevikkerne rykkede Landeswehr nordpå og stødte her sammen med estiske styrker suppleret med lettiske hærenheder. Kampen ved Cēsis blev vundet af den estisk-lettiske fælles hær, Landeswehr blev tvunget på flugt tilbage imod Riga, hvor der blev opnået en kortvarig våbenhvile. Her blev Baltische Landeswehr slået yderligere af den i mellemtiden dannede selvstændige lettiske hær (med hjælp fra allierede – engelske – kanonbåde) og blev tvunget videre sydover, hvor litauerne endelig bragte en afslutning på deres banditvirksomhed. I mellemtiden havde letterne vendt sig mod den bolsjevikiske fjende og befriet det østlige Letland.

### Vestfronten
Indtil slutningen af 1918 udgjorde den tyske hær den stærkeste magtfaktor i området. Lederen af de østtyske hærenheder Max Hoffmann var sig imidlertid vanskelighederne i området bevidst. Han anså at tyskerne var de eneste, der kunne sikre freden i området; bortfaldt den tyske hærs stabiliserende indflydelse, ville nationale opgør om området bryde ud. Og han fik ret.
Den 9. november udbrød revolutionen i Tyskland. Allerede den 11. november 1918 dukkede et polsk undergrunds-borgerværn (Straź Obywatelska) op og fik af den tyske militære ledere tilladelse til at sikre freden i Posen. Den 18. november 1918 afholdtes valg til et polsk folkeråd. Den 11. december blev polsk og religionsundervisning indført i polske skoler. Den 15. december 1918 afbrød den polske regering de diplomatiske forbindelser med Tyskland. Den 27. december 1918 udbrød et folkeoprør i Poznań, som hurtigt fik militær opbakning blandt polske styrker, uofficielt den 3. januar 1919, officielt den 8. og 9. januar 1919. Den 15. januar havde polske styrker taget kontrollen over det meste af Posen, hvilket førte til dannelsen af et polsk domineret statsområde.
Den 16. november 1918 oprettede bolsjevikstyret Den vestlige Hær, og den 18. november gav Lenin ordre til at starte en offensiv (i visse kilder omtalt under kodenavnet "Mål Wisła") med det erklærede formål at besætte de nyligt selvstændige lande i det bælte, som Tyskland havde opnået kontrol over ved Brest-Litovsk-freden, og indføre bolsjevikisk styre, ligesom man ønskede at støtte de bolsjevikiske revolutioner i Tyskland og Østrig-Ungarn. Offensiven skred langsomt frem, under stadige kampe med forskellige ukoordinerede lokale forsvarsgrupper. Den 5. januar 1919 besatte Den røde Hær Minsk og den 27. februar 1919 udråbtes Den Litauisk-Hviderussiske Socialistiske Sovjetrepublik. Samtidig voksede imidlertid de nationale polske, hviderussiske og litauiske kampgrupper i antal og styrke.
Den 2. februar 1919 indgik den polske regering en aftale ved Tyskland, der tillod polske hærenheder at nå frem til den polske østfront, hvor mindre polske grupper havde stået for grænseværnet. Den 14. februar havde polske tropper skabt et effektivt grænseværn fra Kobryn over Pruzhany, Zalewianka- og Memel (flod)floden og fik omtrent samtidig kontakt med enheder fra Den røde Hær. Hurtigt udviklede sig kampe: i begyndelsen af marts indledte polske enheder en offensiv og indtog den 2. marts Slonim, den 5. marts Pinsk og nåede mod nord udkanten af Lida. I april indledte begge sider fornyede offensiver, der førte til at den Røde hær kortvarig holdt Grodno og Vilnius, der dog snart måtte opgives igen. Den 17. april indtog polske tropper Lida, den 18. april Navahrudak og Baranovitjy, den 19. april Vilnius. De følgende måneder fortsatte polske hærenheder deres fremrykning og nåede den 2. oktober Daugava; polske tropper kontrollerede nu området fra Daugava til Desna. Ved siden af kampene med Den røde Hær havde polske tropper ligeledes været i krig med Ukraine, der imidlertid havde lidt nederlag både i kampene med polakkerne og med bolsjevikkerne, og som derfor besluttede at søge forlig med Polen for at bevare muligheden for selvstyre. I det sene efterår 1919 fremstod polakkernes forsvar som det stærkeste på den østeuropæiske "vestfront", og samtidig indledtes fredsforhandlinger mellem polakker og bolsjevikker – det var polakkernes reaktion på, at Denikin nægtede at garantere Polen suverænitet.

### Ukraine
For Ukraine betød den nye situation, at den hidtidige vellykkede fremgangsmåde nu gav bagslag. Ukraine blev hurtigt mål for angreb fra tre sider: polakker, den Røde Hær og de "Hvide".
For Polens vedkommende skyldes det forsøget på at oprette en selvstændig republik, den Vestukrainske folkerepublik, i Galicien i november 1919. Befolkningen i Galicien var blandet polsk og ukrainsk, og begge lande gjorde krav på området. Den 22. januar 1919 forenedes den Vestukrainske folkerepublik med Ukraine, men i oktober 1919 besættes Galicien af Polen.
Centralmagternes kapitulation betød, at Sortehavet blev åbnet for De Allierede, og allerede i midten af december 1918 ankom en blandet styrke under fransk ledelse til Odessa og Sevastopol, i januar tillige til Kherson og Mykolaiv. Det banede vej for, at de "Hvide" kunne bruge Ukraine som base for en sydfront i borgerkrigen – men de "Hvide" var erklærede modstandere af et selvstændigt Ukraine!
Endelig havde den tyske kapitulation resulteret i, at Sovjetunionen opsagde Brest-Litovsk-freden og startede en offensiv mod ukrainsk område: Den 5. februar 1919 indtog bolsjevikkerne Kijev, og det ukrainsk-bolsjevikisk styre indsattes i Kijev den 15. marts 1919.
Resultatet var, at Den Ukrainske Folkerepubliks område hastigt indskrænkedes og kun omfattede et mindre område øst for Galicien i efteråret 1919. Størstedelen af Ukraine var under bolsjevikisk kontrol, og kun de "Hvide" i Kaukasus reddede resterne af udbryderrepublikken, idet bolsjevikkerne var tvunget til at omgruppere styrkerne for at tage kampen op med disse.

### Tidslinje
- 24. november 1918 oprettede Bela Kun Ungarns Kommunistiske Parti
- 26. november 1918 Pskov erobres af den Røde Hær
- 28. november 1918 Den Røde Hær angriber Estland ved Narva
- 29. november 1918 udråbes Eesti Töörahva Kommuuna (den dansk: estiske arbejder-kommune)[5]
- november 1918 – januar 1919 erobrer den Røde Hær dele af Hviderusland.
- 4. december 1918 udråber lettiske kommunister den Lettiske SSR under statsminister P.Stučka
- 8. december 1918 oprettes i Vilnius "Litauens midlertidige revolutionære arbejder- og bondedrenges regering" under V.Kapsukas
- 22. december 1918 anerkender de russiske kommunister den Litauiske SSR
- 30-31. december 1918 afholdes Hvideruslands Kommunistiske Partis 1. kongres i Smolensk
- 1. januar 1919 udråbes Hviderussiske SSR.
- 6. januar 1919 besætter den Røde Hær Letland
- jan.-feb.1919 erobrer den Røde Hær Kharkov, Poltava og andre byer i Ukraine
- 5. februar 1919 erobrer den Røde Hær Kiev
- 2-3. februar 1919 bliver den litauiske og hviderussiske SSR sluttet sammen, og 27. februar udnævnes en fællesregering under V. Kapsukas
- 21. marts 1919 udråbes en ungarsk sovjetrepublik[5]
- 13. april 1919 udråbes Bayerns socialistiske styre[5]
- 16. juni 1919 udråbes et slovakiske socialistisk styre[5] (med støtte fra den Ungarske Sovjetrepublik)
- 1. august 1919 flygter de ungarske kommunister efter Rumæniens invasion af Ungarn

## Frigørelsen fra det røde terrorregimes undertrykkelse (maj 1919-marts 1921)
Fra midten af 1919 skete der en vending i krigene mellem de hvide lydregimer og de bolsjevikiske regeringer: på mange fronter blev den røde hær tvunget tilbage. I løbet af 1920 indgik Sovjetunionen en række fredsaftaler, der på den ene side sikrede de nye småstater anerkendelse fra Sovjetunionen, på den anden frigjorde de den røde hærs kræfter til kampen mode "De Hvide" og invasionshærene. Uden støtten fra invasionsmagterne kom "De Hvide" til at stå stadigt mere alene og måtte opleve, at deres tidligere uforsonlige linje i forhold til småstaternes selvstændighedsbestræbelser nu gav bagslag. Dermed banedes vejen for bolsjevikkernes sejr i kampen mod de reaktionære kræfter. Mange steder, blandt andet Ukraine, Hviderusland, Georgien, Armenien og Aserbajdsjan dannedes sovjetiske republikker.

### Nordvestfronten
Juni 1919 udnævnte Aleksandr Vasiljevitj Koltjak den tidligere general i den zarrussiske hær Nikolaj Judenitj til leder over alle russiske hærenheder, der kæmpede imod det bolsjevikiske styre på nordvestfronten (nogen "hvid" vestfront fandtes ikke – dette område er helt under de nationalistisk sindede polakkers kontrol). Fra sin landflygtighed i Frankrig rejser Judenitj til Tallinn for at overtage ledelsen af Nordvesthæren. Den efterlader ham et fortvivlende indtryk. Den 6. juli 1919 rejser han til Helsinki for der at mødes med lederen af den sejrrige nationale finske hær Carl Gustaf Mannerheim. Under en sammenkomst, der varer til 12. juli, aftales at indlede en fælles offensiv mod Petrograd (Sankt Petersborg). Alt er klar til offensivens indledning, da der den 25. juli 1919 blev afholdt præsidentvalg i Finland. Valget vindes af Kaarlo Juho Stålberg, der er modstander af Finlands deltagelse i offensiven; fællesaktionen må afblæses. Medvirkende hertil er også, at Koltjak nægter at anerkende Finlands selvstændighed.
Allerede den 26. juli er Judenitj tilbage i Tallinn, parat til at indlede offensiven uden finsk medvirken. Han stilles dog straks over for forsyningsproblemer og beder om hjælp fra De Allierede. Englænderne giver ham hjælpen men stiller som betingelse, at Republikken Estland skal anerkendes som selvstændig stat; aftalen er, at Estland til gengæld herfor deltager på Nordvesthærens side. En anerkendelse kommer ikke i stand. Judenitj stilles samtidig over for nye problemer: polkovnik Pavel Bermondt-Avalov (der sammen med Rüdiger von der Goltz havde ledet marodørkorpset i Letland) og polkovnik Vjurgolits nægter at møde frem – det er således en amputeret Nordvesthær, der må starte offensiven.
Offensiven startes natten til den 10. oktober 1919 og skrider langsomt, men sikkert frem. Den 17. oktober er Ingermanland erobret, og Nordvesthæren befinder sig blot 45 km uden for Petrograd. Bolsjevikkerne overvejer at opgive forsvaret af byen. Nu overtager imidlertid Lev Trotskij forsvaret af Petrograd; nye enheder fra Den røde Hær sendes til den truede front og når frem den 22. oktober. Samme dag sendte Judenitj et telegram til De Allierede om at formå finnerne til at træde ind i krigen, men finnerne er afventende. Allerede den 21. oktober starter Den røde Hær en modoffensiv og med det nye tilskud af friske troppeenheder, skifter vægten til fordel for bolsjevikkerne. Den 3. november giver Judenitj ordre til retræte. Snart når de atter den estiske forsvarskæde, men esterne nægter at lade dem overskride denne uden af aflevere våbnene. Den 5. december erklæres Nordvesthærens virksomhed afsluttet, den 6. december 1919 retireres over Narva-floden, og den 22. januar 1920 giver Judenitj ordre til demobilisering af hæren; Nordvesthæren ophører at eksistere.
Tilbage ved fronten er nu den estiske hær på den ene side, enheder fra Den røde Hær på den anden. Kampene medfører kun små forskydninger i frontlinjen: syd for Narva lykkedes det Den røde Hær at nå Narva-floden, men ved Narva lykkedes det den estiske hær at fastholde en forsvarskæde midt mellem Narva og Jamburg. Syd for Pihkva-søen fastholder esterne deres forsvar og en våbenhvile indtræder den 31. december 1919. Men det er en våbenhvile mellem Estland og Russiske SFSR – "De Hvide" har intet mere at skulle have sagt på disse kanter.

### Vestfronten
På vestfronten var Den røde Hær blevet trængt tilbage af polske invasionsstyrker. Samtidig var det lykkedes kombinerede litauisk-tyske styrker at befri tidligere sovjetiskbesatte litauiske områder, dog ikke Vilnius, der var blevet besat af polske tropper, hvilket gav anledning til en polsk-litauisk konflikt, der først afsluttes ved en våbenhvile den 20. oktober 1920. En fornyet bolsjevikisk offensiv mod Polen havde i begyndelsen stor fremgang, men det lykkes polakkerne at vende krigen endnu en gang og tvinge SSSR til en fredsaftale, hvor Polen besatte dele af Hviderusland og Ukraine.
I juni 1919 ankom "De Hvide"s marodørhær under ledelse af Bermont-Avalov til Litauen fra Kurland efter der at være slået af Letlands nationale hær og besatte Kuršėnai. Da de litauiske styrker var optaget af kampe med bolsjevikkerne, kunne Litauen i første omgang kun fremsætte en diplomatisk protest. I oktober havde marodørhæren besat store dele af det nordvestlige Litauen, herunder Šiauliai, Biržai og Radviliškis, hvor den hærgede og stjal og gjorde russisk til eneste tilladte administrative sprog. Den 21. og 22. november blev marodørhæren slået ved Radviliškis, og litauerne fik et stort krigsbytte bestående af blandt andet 30 fly og 10 kanoner. Fornyede sammenstød forhindres ved indblanding fra repræsentanter for Ententen, blandt andet ved den franske general Henri A. Niessel, der havde oversynet med tilbagetrækningen af de tyske hærenheder. Litauerne forfulgte marodørhæren under dennes tilbagetrækning for at forhindre yderligere hærgen. Endelig den 15. december havde marodørhæren endegyldigt forladt Litauen og efterladt sig det værst tænkelige eftermæle i de tre baltiske lande.

### Sydfronten
I forsommeren 1919 oplever de "Hvide" en fremgang på sydfronten. Denne er ikke deres egen fortjeneste, men skyldes den i det østlige Ukraine virksomme anarkistiske bevægelser under ledelse af Nestor Makhno. Under indtryk af bolsjevikkernes tvangsudskrivning af forsyninger fra ukrainske bondefamilier rettede anarkisterne deres våben mod de tidligere kampfæller. Samtidig indledte Denikin et angreb fra syd. Under dette dobbelte angreb tvinges bolsjevikkerne til tilbagetog. Denikin rykker hastigt mod nord og erobrer i hastig rækkefølge Kharkiv, Kursk, Kijev og Orjol befinder sig kun 400 km fra Moskva. Panikken breder sig i den bolsjevikiske overkommando. Allerede i september har man igangsat oprettelsen af chokgrupper bestående af loyale kosakker, kavaleri og Det lettiske Skyttekorps. Disse enheder lykkedes det at genvinde Orjol på blot seks dage, den 13. oktober.
Samtidig rammes Denikin af samme skæbne, som var overgået bolsjevikkerne: manglende forsyningslinjer gør, at hans hærenheder må være selvforsynende, hvilket snart udvikler sig til regulære plyndringer af bønderne. Reaktionen er til at forudse: anarkisterne under Mahkno vender endnu en gang våbnene mod de nye udplyndrere. Uden sikre forsyninger og med en skjult fjende i ryggen mister Denikin initiativet; de "Hvide" tvinges til tilbagetog. Den 13. december 1919 erobrer bolsjevikkerne Kijev, og i de følgende måneder må Denikin opgive hele Don-området. Den 7. januar 1920 erobrer bolsjevikkerne Rostov, hovedsædet i kosakkernes område.
Den tredje og sidste etape af krigen på sydfronten var bolsjevikkernes belejring af den Hvide Hærs tilbageværende styrker. De hvide forskansede sig på Krim og holdt stand til Den røde Hær efter afslutningen på den Polsk-Russiske krig vendte tilbage fra Polen. Den forenede Røde Hær overgik langt Den hvide Hær, der snart blev besejret. De sidste styrker fra den Hvide Hær blev evakueret til Konstantinopel i november 1920.

### Tidslinje
- 7. juli 1919 ophører den Slovakiske Sovjetrepublik under A. Janaušek med at eksistere.
- 1. august 1919 tager den borgerlige M. Horthy magten i Ungarn.
- 1. september 1919 indgår Polen og Ukraine en aftale, ifølge hvilken Polen accepterer Ukraines ret til af kæmpe mod Sovjetunionen for at danne en anti-Sovjetisk ukrainsk republik.
- 2. februar 1920 indgår Sovjetunionen og Estland Freden i Tartu (estisk: Tartu Rahu-leping).
- 12. juli 1920 indgår Sovjetunionen og Litauen fredsaftale og Litauens selvstændighed anerkendes[7].
- 31. juli 1920 dannes Hviderussiske SSR efter Litauens selvstændighed.
- 11. august 1920 indgår Sovjetunionen og Letland Riga-freden og Letlands selvstændighed anerkendes[7].
- 12. oktober 1920 indgår Sovjetunionen en fredsaftale med Ukraine og en våbenhviletraktat med Polen.
- 14. oktober 1920 indgår Sovjetunionen fredstraktat med Finland[7].
- 1920 besætter Polen området omkring Vilnius.
- 18. marts 1921 indgår Sovjetunionen og Polen Riga-fredstraktaten hvor Ukraine og Hviderusland deles, Polen besætter de vestlige dele, de østlige dele forbliver en del af Sovjetunionen[7].

## Efter Borgerkrigen
Ved borgerkrigens afslutning var Rusland forarmet og ruineret. For at gøre ondt værre, blev Rusland ramt af tørke og hungersnød i 1920 og 1921. Krigen skønnes at have krævet otte millioner ofre. Yderligere en million havde forladt Rusland.